# Gluphisia japonica
Gluphisia japonica är en fjärilsart som beskrevs av Alfred Ernest Wileman 1911. Gluphisia japonica ingår i släktet Gluphisia och familjen tandspinnare. Inga underarter finns listade i Catalogue of Life.